# Абу Амир ал-Мансур
Абу Амир Мохамад ибн Абдула ибн Аби Амир ал-Маафири (на арабски: أبو عامر محمد بن عبد الله بن أبي عامر المعافري‎) е хаджиб (пръв министър) на Кордовския халифат, чието управление (978 – 1002) се счита за най-бляскавия период на тази държава.
С многобройните си победи за последен път създава възможност за унищожаването на християнските кралства в северната част на Пиренейския полуостров.

## Ранни години
Роден е през 938 или 939 г. в град Тораш, близо до Алхесирас в най-южните краища на Испания. Родът му произлиза от йеменските араби, които представляват солидна част от мюсюлманското общество. Родителите му са небогати земевладелци, но чичо му е доста състоятелен и му урежда образование в Кордовския университет. Младият Абу Амир учи право и става нотариус. През 967 г. получава първото си назначение при управляващата династия на Омаядите като интендант на имотите на Субх – любимата съпруга на халифа Ал-Хакам II. Бъдещият велик държавник бързо печели доверието ѝ и ѝ оказва безценна помощ, когато след девет години халифът умира. След кратка борба за трона тя получава властта като майка на неговия наследник Хишам ІІ. От този момент пред Абу Амир се открива пътят към върховната власт. Две години по-късно (978) той става хаджиб, тоест ръководител на държавата, обявявайки пред народа, че халифът се отдава на молитви към Аллах.

## Вътрешна политика
Продължава военната реформа, започната от Ал-Хакам ІІ увеличаване на професионалния характер на армията. Увеличени са данъците за издържането ѝ, но пък основната тежест пада върху африкански контингенти (бербери и сакалиби). Така местното население е освободено от военна служба. Досегашните принципи всяка армейска част да има несменяем командир са премахнати. Те дават възможност командирите да използват войските си за лични цели и да застават на нечия страна при вътрешните конфликти. Съперничествата между арабски, берберски и славянски части са сведени до минимум. Най-успешен род войски продължава да бъде леката конница.
Както в армията, така и сред чиновниците Ал-Мансур налага свои верни хора от Африка. Строи нови пътища, обновява крепостите. Оптимизира работата на администрацията, за да се справи с увеличената роля на държавата. Насърчава икономиката, особено текстилната и военната промишленост. Гарантира религиозната свобода, за да се избегне излишно напрежение с покорените християни.

## Походи против християните
През своето управление той предприема десетки военни кампании, които се увенчават с много победи и му донасят прозвището Ал-Мансур, тоест „този, на когото принадлежи победата“. Християните го познават само с това име, което те произнасят Алмансор (Almanzor). Първите походи са предприети още през 974 г., когато той не разполага с контрол над държавата, а е началник на „полицейските“ сили. Един друг влиятелен военачалник – Галиб, който управлява крепостта Мединасели, се оказва главният му съперник. Армията на халифата го напада и го принуждава да бяга в кралство Леон. Така войната с християните става неизбежна. Първата победа е спечелена при Симанкас през 980 г., където 40 години по-рано мюсюлманите са претърпели голямо поражение. Този път победата е за полумесеца. Следват още успехи – при Руеда и Торевисенте през 981, при Сепулведа през 982. Две години след това леонският крал Бермудо II се признава за васал, принуден е дори да напусне държавата си, оставяйки я за три години под властта на нашествениците.
Ударите на Ал-Мансур се редуват във всички посоки. Сред най-впечатляващите моменти е превземането на Барселона през 985 г. и отвеждането на нейния граф в плен. След това са превзети наварската столица Памплона, Брага и Коимбра в днешна Португалия, както и кастилската столица Бургос. Излиза, че никоя част от Испания не е предпазена от амбицията му, освен Астурия, където по-рано е започнала Реконкистата. Границата между мюсюлмани и християни е върната по река Дуеро.
Все пак най-известният рейд на министъра е срещу Сантяго де Компостела през 997 г. Този свещен за кръста град събира поклонници от цяла Европа и изборът не е случаен. Той се намира далеч на север и затова експедицията е подготвена внимателно. Част от армията е откарана по море до Порто, където вече я очаква другата част. Когато мюсюлманите стигат до града, никой не излиза да го защитава. Оказва се, че населението го е изоставило, така че повечето сгради са ограбени и разрушени. Такава е съдбата и на катедралата, където се намират мощите на Свети Яков. А големите камбани са отнесени в Кордоба и са поставени в централната джамия. След два века и половина християните ще ги върнат обратно.

## Смърт и наследство
Последната победа на „Победителят“ е спечелена през 1000 г. при Сервера. Там той трудно надделява над кастилците, които успяват да спасят Бургос. Умира на 10 август 1002 г. Негов наследник на поска става синът му Музафар. Той продължава политиката му с твърда ръка, но го надживява само с шест години. Става така, че през 1008 г. Хишам ІІ за първи път получава достъп до реалната власт. Той не ѝ се радва дълго. Скоро е детрониран и започва период на преврати и жестоки убийства, който завършва през 1031 г. с разпадането на халифата. На негово място се появяват двадесетина малки държави, наречени тайфи. Те не могат да защитят постиженията на Ал-Мансур и мюсюлманският юг бързо губи независимостта си.

## Памет
Хайнрих Хайне му посвещава една от най-добрите си трагедии. На него е наречен най-високият връх на планината Кордилера Сентрал в Испания. През 2002 г. тържествено са отбелязани 1000 години от смъртта му. В тази връзка в Алхесирас е издигнат негов паметник.